# Carpathonesticus parvus
Carpathonesticus parvus là một loài nhện trong họ Nesticidae.
Loài này thuộc chi Carpathonesticus. Carpathonesticus parvus được Wladislaus Kulczynski miêu tả năm 1914.